# Harry Potter per Kinect
Harry Potter per Kinect è un videogioco sviluppato da Eurocom e pubblicato da Warner Bros. Interactive Entertainment il 9 ottobre 2012. Il gioco si discosta dai precedenti capitoli sviluppati da Electronic Arts per struttura e pubblico al quale si rivolge: non più un'avventura nella quale girovagare vestendo i panni di Harry, ma una serie di sfide ed eventi legati all'immaginario mondo della saga, liberamente tratti da tutti i film e non necessariamente legati da una trama.

## Modalità di gioco
Harry Potter per Kinect include contenuti in base a tutti gli otto titoli della serie di film di Harry Potter. Il gioco include funzionalità multiplayer. L'utilizzo dell'accessorio Kinect permette ai giocatori di usare incantesimi attraverso gesti fisici e gridare ad alta voce i nomi degli incantesimi. C'è anche la possibilità per i giocatori di eseguire la scansione dei loro volti, permettendo loro di creare il proprio unico mago o strega per navigare attraverso il gioco.

## Incantesimi

### Usati nella storia
- Wingardium Leviosa: fa levitare e incastrare tra loro oggetti.
- Lumos: emette luce dalla bacchetta.
- Lumos Solem: uccide il tranello del diavolo e altre piante.
- Aguamenti: produce un fiotto d'acqua.
- Diffindo: taglia gli oggetti con precisione.
- Expecto Patronum: uccide i Dissennatori.
- Reducto: fa esplodere oggetti di grosse dimensioni.
- Legillimens: permette di vedere cosa pensano gli altri personaggi.

### Sbloccabili
- Expelliarmus: disarma l'avversario.
- Stupeficium: schianta l'avversario a diversi metri di distanza.
- Tarantallegra: costringe l'avversario a ballare.
- Trasfigurazione: trasforma un avversario in un animale di piccole dimensioni.
- Rictusempra: costringe l'avversario a ridere.
- Immobilus: immobilizza e uccide i folletti della Cornovaglia.
- Flipendo: lascia l'avversario stordito per qualche minuto.
- Glacius: congela completamente il corpo dell'avversario.
- Incarceramus: lega l'avversario con corde e funi.
- Locomotor Mortis: pietrifica le gambe dell'avversario.
- Slugulus Eructo: fa vomitare lumache all'avversario.
- Incantesimo d'Inciampo: fa inciampare l'avversario su se stesso.
- Anteoculatia: fa crescere delle corna sulla testa dell'avversario.
- Calvorio: fa perdere i capelli all'avversario.
- Colovaria: fa cambiare colore ai capelli dell'avversario.
- Herbifors: fa crescere dei fiori sulla testa dell'avversario.
- Entomorphis: trasforma l'avversario in un insetto gigante.
- Multicorfors: fa cambiare colore ai vestiti dell'avversario.
- Engorgio Cranium: fa ingrandire la testa dell'avversario.
- Redactum Cranium: fa tornare la testa dell'avversario normale.

### Incantesimi oscuri
- Crucio: tortura l'avversario e fa implodere gli oggetti.
- Avada Kedavra: uccide l'avversario.
- Imperio: manipola la mente della vittima, costringendola a fare quello che le viene detto di fare, anche contro la propria volontà.

Queste sono chiamate le Maledizioni Senza Perdono.